# معهد غوانغجو للعلوم والتكنولوجيا
معهد غوانغجو للعلوم والتكنولوجيا (GIST) هي واحدة من أربع جامعات حكومية (المعهد الكوري المتقدم للعلوم والتكنولوجيا، معهد أولسان الوطنية للعلوم والتكنولوجيا ومعهد دايغو جيونغ بوك للعلوم والتكنولوجيا) مخصصة للبحث في العلوم والتكنولوجيا في غوانغجو، كوريا الجنوبية. 
تم تأسيس المعهد من قبل حكومة كوريا الجنوبية في عام 1993 كمدرسة للدراسات العليا مخصصة للبحث وتدريب العلماء والباحثين ذوي المهارات العالية، لإنشاء قاعدة بحثية قوية لتطوير العلوم والتكنولوجيا المتقدمة وتعزيز برامج البحوث الخارجية والمحلية التعاونية داخل الصناعة والأوساط الأكاديمية.
وفقًا لمقالة إخبارية في صحيفة كوريا جونغ انغ اليومية عام 2012 «"يتم تدريس جميع الفصول باللغة الإنجليزية، ويتم كتابة جميع رسائل الماجستير والدكتوراه باللغة الإنجليزية. ولا يحصل طلاب الدكتوراه إلا على درجاتهم إذا نشروا أكثر من عمل كأول تأليف لهم. في عام 2001، أصبح المعهد أول جامعة كورية تقوم بإصدار شهادة الجودة في برنامج الأطروحة، كما اكتسبت اهتمامًا من مجال العلوم ووسائل الإعلام".»